# Угия
У́гия (араб. أوقية‎) — денежная единица государства Мавритания. Введена в обращение в 1973 году вместо франка КФА в соотношении 1 угия = 5 франков. Поэтому одна современная угия равна 5 хумсам (араб. خمس‎ — «одна пятая»).
1 января 2018 года в стране проведена деноминация: 10 старых угий (MRO) приравнены к одной новой (новый код ISO 4217 — MRU). До 30 июня 2018 года в обращении находились как старые, так и новые денежные знаки, обмен старых денежных знаков на новые производился до 31 декабря 2018 года.

## Банкноты

### Банкноты образца 2004—2009 года
| Серия 2004—2009 года | Серия 2004—2009 года | Серия 2004—2009 года | Серия 2004—2009 года | Серия 2004—2009 года | Серия 2004—2009 года  | Серия 2004—2009 года                                                | Серия 2004—2009 года |
| Изображение          | Изображение          | Номинал (угий)       | Размеры (мм)         | Основные цвета       | Описание              | Описание                                                            | Годы печати          |
| Лицевая сторона      | Оборотная сторона    | Номинал (угий)       | Размеры (мм)         | Основные цвета       | Лицевая сторона       | Оборотная сторона                                                   | Годы печати          |
| -------------------- | -------------------- | -------------------- | -------------------- | -------------------- | --------------------- | ------------------------------------------------------------------- | -------------------- |
|                      |                      | 100                  | 130×65               | фиолетовый           | национальный орнамент | музыкальные инструменты, корова, Шингеттиская соборная мечеть       | 2004 2006 2008       |
|                      |                      | 200                  | 136×68               | коричневый           | национальный орнамент | чаша, лодка, пальма                                                 | 2004 2006            |
|                      |                      | 500                  | 142×71               | зелёный              | национальный орнамент | крестьяне в поле, карьерный конвейер                                | 2004 2006            |
|                      |                      | 1000                 | 148×74               | синий зелёный        | национальный орнамент | миска с рыбой, верблюд, хижина и башня                              | 2004 2006            |
|                      |                      | 2000                 | 155×77               | зелёный оранжевый    | национальный орнамент | верблюд, теплоход на фоне порта, раскрытый Коран                    | 2004 2006            |
|                      |                      | 5000                 | 150×70               | оливковый серый      | национальный орнамент | ж/д состав с железной рудой, пункт отправки железной руды в Нуадибу | 2009                 |

### Банкноты образца 2011—2013 года
Банкноты новой серии отличаются изменённой цветовой схемой и незначительными изменениями в оформлении.
| Серия 2011—2013 года | Серия 2011—2013 года | Серия 2011—2013 года | Серия 2011—2013 года | Серия 2011—2013 года | Серия 2011—2013 года  | Серия 2011—2013 года                                                | Серия 2011—2013 года |
| Изображение          | Изображение          | Номинал (угий)       | Размеры (мм)         | Основные цвета       | Описание              | Описание                                                            | Годы печати          |
| Лицевая сторона      | Оборотная сторона    | Номинал (угий)       | Размеры (мм)         | Основные цвета       | Лицевая сторона       | Оборотная сторона                                                   | Годы печати          |
| -------------------- | -------------------- | -------------------- | -------------------- | -------------------- | --------------------- | ------------------------------------------------------------------- | -------------------- |
|                      |                      | 100                  | 130×65               | фиолетовый           | национальный орнамент | музыкальные инструменты, корова, Шингеттиская соборная мечеть       | 2011 2015            |
|                      |                      | 200                  | 134×65               | коричневый           | национальный орнамент | чаша, лодка, пальма                                                 | 2013                 |
|                      |                      | 500                  | 138×65               | зелёный              | национальный орнамент | крестьяне в поле, карьерный конвейер                                | 2013                 |
|                      |                      | 1000                 | 140×70               | голубой синий        | национальный орнамент | миска с рыбой, верблюд, хижина и башня                              | 2014                 |
|                      |                      | 2000                 | 145×70               | синий голубой        | национальный орнамент | верблюд, теплоход на фоне порта, раскрытый Коран                    | 2011                 |
|                      |                      | 5000                 | 150×70               | оливковый серый      | национальный орнамент | ж/д состав с железной рудой, пункт отправки железной руды в Нуадибу | 2011                 |

## Монеты

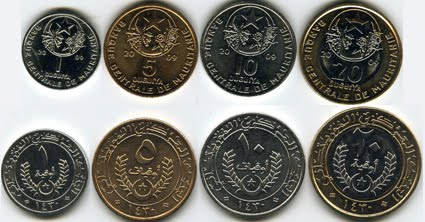
1, 5, 10 и 20 старых угий

Монеты образца 2009 года: